# Pazzo d'amore (opera teatrale)
Pazzo d'amore (Fool for Love) è un'opera teatrale del drammaturgo statunitense Sam Shepard, portata al debutto a San Francisco nel 1983.

## Trama
May alloggia in uno squallido motel nel deserto del Mojave quando riceve la visita di Eddie, una sua vecchia fiamma. L'uomo tenta di convincerla a tornare insieme e vivere con lui in un camper in una fattoria del Wyoming, ma May rifiuta affermando di aver trovato un buon lavoro e di essere felice ora che ha lasciato Eddie.
Diventa sempre più evidente che Eddie e May oltre che ex amanti sono anche fratello e sorella: il Vecchio, un  misterioso uomo anziano che commenta la vicenda, rivela di aver vissuto una vita segreta con una seconda famiglia e dalle due relazioni sono nati rispettivamente Eddie e May. I due avevano cominciato a frequentarsi al liceo e quando la madre di Eddie aveva capito la verità sul figlio e il marito si era suicidata.

## Debutto internazionale
Pazzo per amore ebbe la sua prima al Magic Theatre di San Francisco l'8 febbraio 1983 con Ed Harris e Kathy Baker nel ruolo dei due protagonisti.
Tre mesi dopo la pièce debuttò nell'Off-Broadway: il dramma si rivelò un grande successo, vinse l'Obie Award, fu candidato al Premio Pulitzer per la drammaturgia e rimase in cartellone per ventisette mesi e un totale di mille repliche. Sam Shepard curava la regia ed Harris e Baker tornarono ad interpretare i due protagonisti in occasione della prima; nel corso delle rappresentazioni Eddie e May furono interpretati da attori di rilievo, tra cui Will Patton, Bruce Willis, Aidan Quinn, Frances Fisher e Moira Harris.
Il 4 ottobre 1984 Peter Gill diresse la prima londinese dell'opera al National Theatre con Ian Charleson e Julie Walters; visto il grande successo di critica e pubblico l'allestimento fu riproposto al più capiente Lyric Theatre nel febbraio successivo.

## Adattamento cinematografico
Nel 1985 Robert Altman ha diretto un adattamento cinematografico della pièce, Follia d'amore, con Sam Shepard nel ruolo di Eddie e Kim Basinger in quello di May.